# Файлак аль-Рагман
«Файлак аль-Рагман» (араб. فيلق الرحمن, також  Корпус «Аль-Рагман», Легіон «Аль-Рагман») — сирійське повстанське ісламістське військове угрупування яке входить до складу Вільної сирійської армії, та бере участь у громадянській війні в Сирії. У 2016 році угрупування було назване одним з найстаріших опозиційних фракцій у Дамаску, яке має високий рівень легітимності та підтримки серед місцевого населення.

## Історія
Створена у листопаді 2013. У 2014 році разом з «Джейш аль-Іслам» та «Аграр аш-Шам» «Файлак аль-Рагман» увійшла в Об'єднане військове командування Східної Ґути, де перебувало до 2015 року. 
Після вбивства Заграна Аллуші, лідера «Джейш аль-Іслам», відбулися конфлікти між угрупуваннями. «Аграр аш-Шам» залишався нейтральним, а «Джейш аль-Іслам» почало звинувачувати «Файлак аль-Рагман». 
18 лютого 2016 року «Ісламський союзів Айнад аль-Шам» увійшли до «Файлак аль-Рагман».
Мутасім Шамір, очільник політради «Файлак аль-Рагман», у лютому 2017 року був присутнім під час мирних перемовин у Женеві.
У липні 2017 року зросло напруження між «Файлак аль-Рагман» та колишніми союзниками у Східній Ґуті. 6 серпня 2017 року до «Файлак аль-Рагман» перейшли 120 бойовиків з «Аграр аш-Шам» в Арбіні, через внутрішні суперечки. Почались суперечки між «Аграр аш-Шам» та «Файлак аль-Рагман». У цій суперечці «Тагрір аш-Шам» став на бік «Аграр аш-Шам» під час зіткнень з «Файлак аль-Рагман». 9 серпня 2017 року було підписано угоду про припинення вогню між «Файлак аль-Рагман» та «Аграр аш-Шам».
У серпні 2017 року в Женеві, за посередництвом Туреччини та Ірану, «Файлак аль-Рагман» підписав угоду з Росією про припинення ескалації у східній Ґуті (де «Файлак аль-Рагман» є однією з головних повстанських угруповань). Однак у вересні 2017 року з'явилися повідомлення про зіткнення між «Файлак аль-Рагман» та урядовими силами в Джоварі, районі міста Дамаск.

## Ідеологія
За своєю ідеологією «Файлак аль-Рагман» є націоналістичне ісламістське, близьке до братів мусульман угрупування. Воно вважається досить поміркованим, та не належить до джигадиських чи салафійських угрупування. Файлак аль-Рагман кажуть, що вони є «революційна військова організація, яка бореться за повалення сирійського режиму», але не прагне перетворити Сирію на ісламську державу. 
Угрупування перебуває у складних відносинах з «Фронтом ан-Нусра».

## Регіон діяльності
Діє «Файлак аль-Рагман» переважно у східній частині Ґути, на околицях Дамаску, та на сході Каламунських гір. Угрупування підтримується Туреччиною та Катаром.

## Структура та чисельність
Файлак аль-Рагмана поділяються на кілька груп: бригада Аль-Бараа, бригада Абу Муса аль-Шарі, бригади аль-Габіб аль-Мустафа, бригада Ум аль-Кара, бригада Джанд аль-Асіма, 101-й батальйон та декількох інших.
Головнокомандувачем угрупування є капітан Абдель аль-Насер Шмер, колишній офіцер Сирійської армії. 